# El Torrentill (Salàs de Pallars)
El Torrentill és un barranc íntegrament del terme municipal de Salàs de Pallars, al Pallars Jussà. Es forma als Feixancs de Salàs, al vessant nord-est de les Roques Pelades i al sud-est de la Tossa. Discorre cap al sud-est, fent al començament un arc d'oest a est, i va a abocar-se en la Noguera Pallaresa dins del Pantà de Sant Antoni. És l'última vall del terme salassenc, atès que per la serra que el limita per ponent discorre el termenal entre Salàs de Pallars i Talarn.